# 皮羅特奇內
51°42′58″N 33°26′11″E / 51.71611°N 33.43639°E

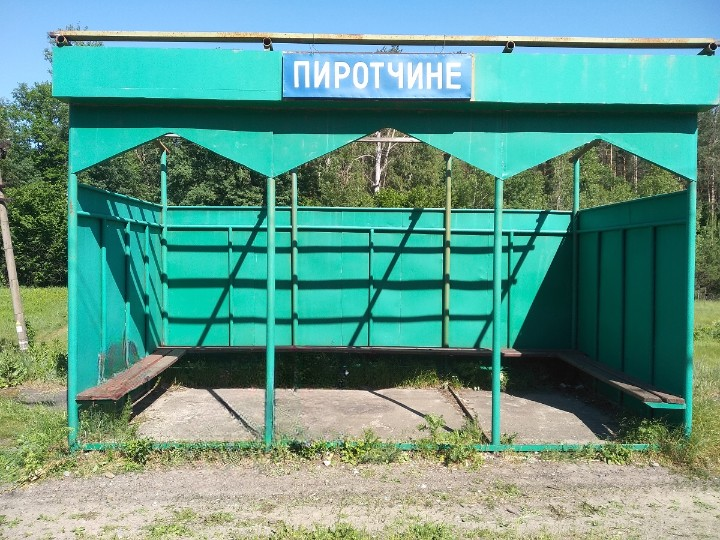
公交车站

皮羅特奇內（烏克蘭語：Пиротчине）是位於烏克蘭東北部的村莊，由蘇梅州科諾托普區的克羅萊韋茨市鎮負責管轄。該村處於埃斯曼河右岸，距離霍洛迪夫希納2.5公里，海拔高度158米，2001年人口35。